# Wewnętrzna Przybrzeżna Droga Wodna

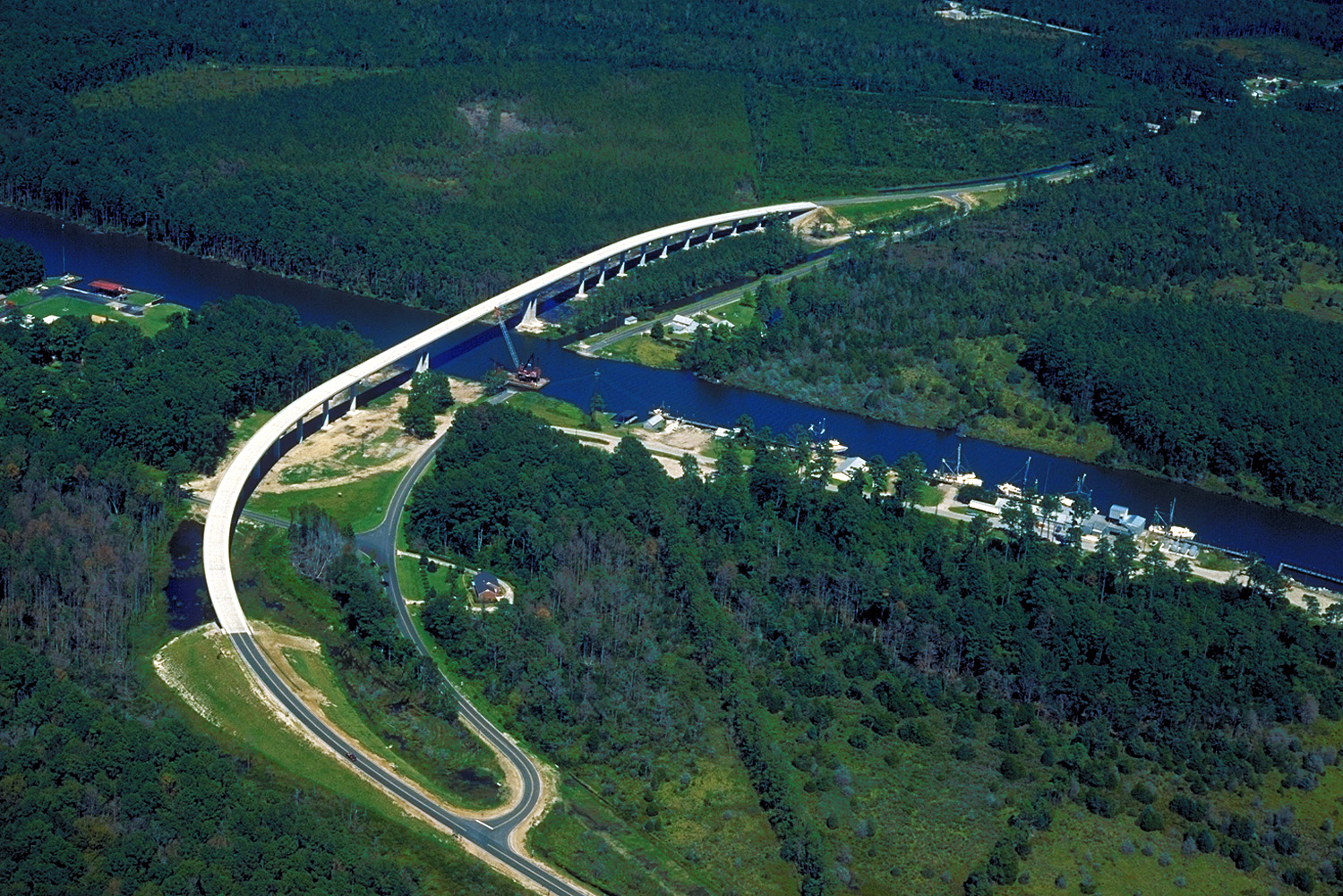
Fragment Wewnętrznej Przybrzeżnej Drogi Wodnej w Karolinie Północnej

Wewnętrzna Przybrzeżna Droga Wodna (ang. Intracoastal Waterway, ICW) – śródlądowa droga wodna o długości 4800 km w Stanach Zjednoczonych, przebiegająca wzdłuż wybrzeża Atlantyku oraz Zatoki Meksykańskiej. Jej przebieg rozpoczyna się w Bostonie, zaś kończy się w Brownsville w Teksasie. Niektóre części drogi wodnej przebiegają przez naturalne zatoki, słonowodne rzeki i cieśniny, podczas gdy inne są sztucznymi kanałami żeglugowymi. Wewnętrzna Przybrzeżna Droga Wodna jest żeglowną trasą na całej długości, umożliwiającą uniknięcie wielu niebezpieczeństw wiążących się z żeglugą na otwartym morzu.